# Swedish Game Awards
Swedish Game Awards — крупнейший конкурс разработчиков видеоигр в Швеции. Он проводится ежегодно с 2002 года и организуется студенческой некоммерческой ассоциацией предпринимательства Королевского технологического института Excitera. Аудитория конкурса — студенты шведских университетов и средних школ, особенно те, кто изучает разработку игр и разработку программного обеспечения. Финансирование осуществляется посредством партнерства с различными компаниями-разработчиками программного обеспечения и игр, например. Цифровые иллюзии CE и Sun Microsystems.